# Governatore della Georgia
Il Governatore della Georgia (in inglese: Governor of Georgia) è il capo del governo e delle forze militari dello stato statunitense della Georgia.
Attualmente, il governatore in carica è il repubblicano Brian Kemp.

## Elenco

### Partiti
Filo-britannico (6)
  Indipendente (12)
  Federalista (2)
  Democratico-Repubblicano (13)
  Whig (2)
  Unione Costituzionale (1)
  Democratico (41)
  Repubblicano (5)
  Militare (1)
| # | Foto        | Governatore                         | Mandato                              | Mandato                              | Termini | Vicegovernatore | Vicegovernatore         | Note                                                |
| # | Foto        | Governatore                         | Inizio                               | Termine                              | Termini | Vicegovernatore | Vicegovernatore         | Note                                                |
| --- | ----------- | ----------------------------------- | ------------------------------------ | ------------------------------------ | ------- | --------------- | ----------------------- | --------------------------------------------------- |
| - |             | James Edward Oglethorpe (1696-1785) | 1732                                 | 1743                                 | 0       |                 |                         | Fondatore della colonia. Governatore non ufficiale. |
| 1 |             | William Stephens (1671-1753)        | 1743                                 | 8 aprile 1751                        | 1       |                 | Henry Parker (de facto) | Governatore coloniale.                              |
| 2 |             | Henry Parker (1690 circa-1752)      | 8 aprile 1751                        | 6 luglio 1752 (morto in carica)      | 1       |                 | -                       | Governatore coloniale.                              |
| 3 |             | Patrick Graham (?-1755)             | 6 dicembre 1752                      | 21 giugno 1754                       | 1       |                 | -                       | Governatore coloniale.                              |
| 4 |             | John Reynolds (1713-1788)           | 29 ottobre 1754                      | 17 maggio 1758                       | 1       |                 | -                       | Governatore coloniale.                              |
| 5 |             | Henry Ellis (1721-1806)             | 17 maggio 1758                       | novembre 1760                        | 1       |                 | -                       | Governatore coloniale.                              |
| 6 |             | James Wright (1716-1785)            | novembre 1760                        | 11 febbraio 1776 (deposto)           | 1       |                 | -                       | Governatore coloniale.                              |
| Governo coloniale georgiano dissolto, presidenti provvisori del Consiglio di Sicurezza William Ewen e George Walton (1776).           |             |                                     |                                      |                                      |         |                 |                         |                                                     |
| 7 |             | Archibald Bulloch (1730-1777)       | 1776                                 | 22 febbraio 1777 (morto in carica)   | 1       |                 | -                       | [ 6 ]                                               |
| 8 |             | Button Gwinnett (1735-1777)         | 22 febbraio 1777                     | 8 maggio 1777                        | 1       |                 | -                       |                                                     |
| 9 |             | John A. Treutlen (1734-1782)        | 8 maggio 1777                        | 10 gennaio 1778                      | 1       |                 | -                       |                                                     |
| 10 |             | John Houstoun (1744-1796)           | 10 gennaio 1778                      | 29 dicembre 1778                     | 1       |                 | -                       | [ 7 ]                                               |
| Governo statale georgiano dissolto, presidenti provvisori John Houstoun (1778-79), William Glascock (1779) e Seth J. Cuthbert (1779). |             |                                     |                                      |                                      |         |                 |                         |                                                     |
| 11 |             | John Wereat (1733-1799)             | 6 agosto 1779                        | novembre 1779                        | 1       |                 | -                       | [ 8 ]                                               |
| 12 |             | George Walton (1749-1804)           | novembre 1779                        | 4 gennaio 1780                       | 1       |                 | -                       | [ 9 ]                                               |
| 13 |             | Richard Howly (1740-1784)           | 4 gennaio 1780                       | 5 febbraio 1780                      | 1       |                 | -                       | [ 10 ]                                              |
| 14 |             | Stephen Heard (1740-1815)           | 24 maggio 1780                       | 18 agosto 1781                       | 1       |                 | -                       | [ 11 ]                                              |
| 15 |             | Nathan Brownson (1742-1796)         | 18 agosto 1781                       | 3 gennaio 1782                       | 1       |                 | -                       | [ 8 ]                                               |
| 16 |             | John Martin (1730-1786)             | 3 gennaio 1782                       | 9 gennaio 1783                       | 1       |                 | -                       | [ 12 ]                                              |
| 17 |             | Lyman Hall (1724-1790)              | 9 gennaio 1783                       | 9 gennaio 1784                       | 1       |                 | -                       |                                                     |
| 10 |             | John Houstoun (1744-1796)           | 9 gennaio 1784                       | 6 gennaio 1785                       | 1       |                 | -                       | 2º mandato.                                         |
| 18 |             | Samuel Elbert (1740-1788)           | 6 gennaio 1785                       | 9 gennaio 1786                       | 1       |                 | -                       |                                                     |
| 19 |             | Edward Telfair (1735-1807)          | 9 gennaio 1786                       | 9 gennaio 1787                       | 1       |                 | -                       |                                                     |
| 20 |             | George Mathews (1739-1812)          | 9 gennaio 1787                       | 26 gennaio 1788                      | 1       |                 | -                       |                                                     |
| 21 |             | George Handley (1752-1793)          | 26 gennaio 1788                      | 7 gennaio 1789                       | 1       |                 | -                       |                                                     |
| 12 |             | George Walton (1749-1804)           | 7 gennaio 1789                       | 9 novembre 1789                      | 1       |                 | -                       | 2º mandato.                                         |
| 19 |             | Edward Telfair (1735-1807)          | 9 novembre 1789                      | 7 novembre 1793                      | 2       |                 | -                       | 2º mandato.                                         |
| 20 |             | George Mathews (1739-1812)          | 7 novembre 1793                      | 15 gennaio 1796                      | 1       |                 | -                       | 2º mandato.                                         |
| 22 |             | Jared Irwin (1750-1818)             | 15 gennaio 1796                      | 12 gennaio 1798                      | 1       |                 | -                       |                                                     |
| 23 |             | James Jackson (1757-1806)           | 12 gennaio 1798                      | 3 marzo 1801 (dimesso)               | 1½      |                 | -                       |                                                     |
| 24 |             | David Emanuel (1744-1808)           | 3 marzo 1801                         | 7 novembre 1801                      | ½       |                 | -                       | [ 14 ]                                              |
| 25 |             | Josiah Tattnall (1764-1803)         | 7 novembre 1801                      | 4 novembre 1802 (dimesso)            | ½       |                 | -                       |                                                     |
| 26 |             | John Milledge (1757-1818)           | 4 novembre 1802                      | 23 settembre 1806 (dimesso)          | 1⅔      |                 | -                       |                                                     |
| 22 |             | Jared Irwin (1750-1818)             | 23 settembre 1806                    | 10 novembre 1809                     | 1½      |                 | -                       | 2º mandato.                                         |
| 27 |             | David B. Mitchell (1766-1837)       | 10 novembre 1809                     | 5 novembre 1813                      | 2       |                 | -                       |                                                     |
| 28 |             | Peter Early (1773-1817)             | 5 novembre 1813                      | 20 novembre 1815                     | 1       |                 | -                       |                                                     |
| 27 |             | David B. Mitchell (1766-1837)       | 20 novembre 1815                     | 4 marzo 1817 (dimesso)               | ½       |                 | -                       | 2º mandato.                                         |
| 29 |             | William Rabun (1771-1819)           | 4 marzo 1817                         | 24 ottobre 1819 (morto in carica)    | ⅔       |                 | -                       | [ 14 ]                                              |
| 30 |             | Matthew Talbot (1767-1827)          | 24 ottobre 1819                      | 5 novembre 1819                      | ½       |                 | -                       | [ 17 ]                                              |
| 31 |             | John Clark (1766-1832)              | 5 novembre 1819                      | 7 novembre 1823                      | 2       |                 | -                       |                                                     |
| 32 |             | George M. Troup (1780-1856)         | 7 novembre 1823                      | 7 novembre 1827                      | 2       |                 | -                       |                                                     |
| 33 |             | John Forsyth (1780-1841)            | 7 novembre 1827                      | 4 novembre 1829                      | 1       |                 | -                       |                                                     |
| 34 |             | George R. Gilmer (1790-1859)        | 4 novembre 1829                      | 9 novembre 1831                      | 1       |                 | -                       |                                                     |
| 35 |             | Wilson Lumpkin (1783-1870)          | 9 novembre 1831                      | 4 novembre 1835                      | 2       |                 | -                       |                                                     |
| 36 |             | William Schley (1786-1858)          | 4 novembre 1835                      | 8 novembre 1837                      | 1       |                 | -                       |                                                     |
| 34 |             | George R. Gilmer (1790-1859)        | 8 novembre 1837                      | 6 novembre 1839                      | 1       |                 | -                       | 2º mandato.                                         |
| 37 |             | Charles J. McDonald (1793-1860)     | 6 novembre 1839                      | 8 novembre 1843                      | 2       |                 | -                       |                                                     |
| 38 |             | George W. Crawford (1798-1872)      | 8 novembre 1843                      | 3 novembre 1847                      | 2       |                 | -                       |                                                     |
| 39 |             | George W. Towns (1801-1854)         | 3 novembre 1847                      | 5 novembre 1851                      | 2       |                 | -                       |                                                     |
| 40 |             | Howell Cobb (1815-1868)             | 5 novembre 1851                      | 9 novembre 1853                      | 1       |                 | -                       | [ 18 ]                                              |
| 41 |             | Herschel V. Johnson (1812-1880)     | 9 novembre 1853                      | 6 novembre 1857                      | 2       |                 | -                       |                                                     |
| 42 |             | Joseph E. Brown (1821-1894)         | 6 novembre 1857                      | 17 giugno 1865 (destituito)          | 3½      |                 | -                       | [ 19 ]                                              |
| 43 |             | James Johnson (1811-1891)           | 17 giugno 1865                       | 14 dicembre 1865                     | 1       |                 | -                       | Governatore provvisorio.                            |
| 44 |             | Charles J. Jenkins (1805-1883)      | 14 dicembre 1865                     | 13 gennaio 1868 (destituito)         | 1       |                 | -                       | [ 20 ]                                              |
| 45 |             | Thomas H. Ruger (1833-1907)         | 13 gennaio 1868                      | 4 luglio 1868                        | 1       |                 | -                       | Governatore militare provvisorio.                   |
| 46 |             | Rufus Bullock (1834-1907)           | 4 luglio 1868                        | 30 ottobre 1871 (dimesso)            | ½       |                 | -                       |                                                     |
| 47 |             | Benjamin Conley (1815-1886)         | 30 ottobre 1871                      | 12 gennaio 1872                      | ½       |                 | -                       | [ 14 ]                                              |
| 48 |             | James M. Smith (1823-1890)          | 12 gennaio 1872                      | 12 gennaio 1877                      | 2       |                 | -                       |                                                     |
| 49 |             | Alfred H. Colquitt (1824-1894)      | 12 gennaio 1877                      | 4 novembre 1882                      | 2       |                 | -                       |                                                     |
| 50 |             | Alexander H. Stephens (1814-1883)   | 4 novembre 1882                      | 4 marzo 1883 (morto in carica)       | ⅓       |                 | -                       |                                                     |
| 51 |             | James S. Boynton (1833-1902)        | 4 marzo 1883                         | 10 maggio 1883                       | ⅓       |                 | -                       | [ 17 ]                                              |
| 52 |             | Henry D. McDaniel (1836-1926)       | 10 maggio 1883                       | 9 novembre 1886                      | 1⅓      |                 | -                       |                                                     |
| 53 |             | John B. Gordon (1832-1904)          | 9 novembre 1886                      | 8 novembre 1890                      | 2       |                 | -                       |                                                     |
| 54 |             | William J. Northen (1835-1913)      | 8 novembre 1890                      | 27 ottobre 1894                      | 2       |                 | -                       |                                                     |
| 55 |             | William Y. Atkinson (1854-1899)     | 27 ottobre 1894                      | 29 ottobre 1898                      | 2       |                 | -                       |                                                     |
| 56 |             | Allen D. Candler (1834-1910)        | 29 ottobre 1898                      | 25 ottobre 1902                      | 2       |                 | -                       |                                                     |
| 57 |             | Joseph M. Terrell (1861-1912)       | 25 ottobre 1902                      | 29 giugno 1907                       | 2       |                 | -                       |                                                     |
| 58 |             | Hoke Smith (1855-1931)              | 29 giugno 1907                       | 26 giugno 1909                       | 1       |                 | -                       |                                                     |
| 59 |             | Joseph M. Brown (1851-1932)         | 26 giugno 1909                       | 1º luglio 1911                       | 1       |                 | -                       |                                                     |
| 58 |             | Hoke Smith (1855-1931)              | 1º luglio 1911                       | 16 novembre 1911 (dimesso)           | ⅓       |                 | -                       | 2º mandato.                                         |
| 60 |             | John M. Slaton (1866-1955)          | 16 novembre 1911                     | 25 gennaio 1912                      | ⅓       |                 | -                       | [ 14 ]                                              |
| 59 |             | Joseph M. Brown (1851-1932)         | 25 gennaio 1912                      | 28 giugno 1913                       | ⅓       |                 | -                       | 2º mandato.                                         |
| 60 |             | John M. Slaton (1866-1955)          | 28 giugno 1913                       | 26 giugno 1915                       | 1       |                 | -                       | 2º mandato.                                         |
| 61 |             | Nathaniel E. Harris (1846-1929)     | 26 giugno 1915                       | 30 giugno 1917                       | 1       |                 | -                       |                                                     |
| 62 |             | Hugh M. Dorsey (1871-1948)          | 30 giugno 1917                       | 25 giugno 1921                       | 2       |                 | -                       |                                                     |
| 63 |             | Thomas W. Hardwick (1872-1944)      | 25 giugno 1921                       | 30 giugno 1923                       | 1       |                 | -                       |                                                     |
| 64 |             | Clifford M. Walker (1877-1954)      | 30 giugno 1923                       | 25 giugno 1927                       | 2       |                 | -                       |                                                     |
| 65 |             | Lamartine G. Hardman (1856-1937)    | 25 giugno 1927                       | 27 giugno 1931                       | 2       |                 | -                       |                                                     |
| 66 |             | Richard B. Russell (1897-1971)      | 27 giugno 1931                       | 10 gennaio 1933                      | 1       |                 | -                       |                                                     |
| 67 |             | Eugene Talmadge (1884-1946)         | 10 gennaio 1933                      | 12 gennaio 1937                      | 2       |                 | -                       |                                                     |
| 68 |             | Eurith D. Rivers (1895-1967)        | 12 gennaio 1937                      | 14 gennaio 1941                      | 2       |                 | -                       |                                                     |
| 67 |             | Eugene Talmadge (1884-1946)         | 14 gennaio 1941                      | 12 gennaio 1943                      | 1       |                 | -                       | 2º mandato.                                         |
| 69 |             | Ellis Arnall (1907-1992)            | 12 gennaio 1943                      | 15 gennaio 1947                      | 1       |                 | -                       |                                                     |
| Eugene Talmadge eletto come governatore nel 1946, ma deceduto prima di potersi insediare; scoppio della crisi dei tre governatori.    |             |                                     |                                      |                                      |         |                 |                         |                                                     |
| 67 |             | Eugene Talmadge (1884-1946)         | Eletto, deceduto prima di insediarsi | Eletto, deceduto prima di insediarsi | -       |                 | Melvin E. Thompson      |                                                     |
| - |             | Herman Talmadge (1913-2002)         | 15 gennaio 1947                      | 18 marzo 1947                        | ⅓       |                 | Vacante                 | Governatore de facto.                               |
| 70 |             | Melvin E. Thompson (1903-1980)      | 18 marzo 1947                        | 17 novembre 1948                     | ⅓       |                 | Vacante                 |                                                     |
| 71 |             | Herman Talmadge (1913-2002)         | 17 novembre 1948                     | 11 gennaio 1955                      | 1⅓      |                 | Marvin Griffin          |                                                     |
| 72 |             | Marvin Griffin (1907-1982)          | 11 gennaio 1955                      | 13 gennaio 1959                      | 1       |                 | Ernest Vandiver         |                                                     |
| 73 |             | Ernest Vandiver (1918-2005)         | 13 gennaio 1959                      | 15 gennaio 1963                      | 1       |                 | Garland T. Byrd         |                                                     |
| 74 |             | Carl Sanders (1925-2014)            | 15 gennaio 1963                      | 10 gennaio 1967                      | 1       |                 | Peter Z. Geer           |                                                     |
| 75 |             | Lester Maddox (1915-2003)           | 10 gennaio 1967                      | 12 gennaio 1971                      | 1       |                 | George T. Smith         |                                                     |
| 76 |             | Jimmy Carter (1924-2024)            | 12 gennaio 1971                      | 14 gennaio 1975                      | 1       |                 | Lester Maddox           |                                                     |
| 77 |             | George Busbee (1927-2004)           | 14 gennaio 1975                      | 11 gennaio 1983                      | 2       |                 | Zell Miller             |                                                     |
| 78 |             | Joe Frank Harris (1936)             | 11 gennaio 1983                      | 14 gennaio 1991                      | 2       |                 | Zell Miller             |                                                     |
| 79 |             | Zell Miller (1932-2018)             | 14 gennaio 1991                      | 11 gennaio 1999                      | 2       |                 | Pierre Howard           |                                                     |
| 80 |             | Roy Barnes (1948)                   | 11 gennaio 1999                      | 13 gennaio 2003                      | 1       |                 | Mark Taylor             |                                                     |
| 81 |             | Sonny Perdue (1946)                 | 13 gennaio 2003                      | 10 gennaio 2011                      | 2       |                 | Mark Taylor             |                                                     |
| 81 | Casey Cagle | Sonny Perdue (1946)                 | 13 gennaio 2003                      | 10 gennaio 2011                      | 2       |                 |                         |                                                     |
| 82 |             | Nathan Deal (1942)                  | 10 gennaio 2011                      | 14 gennaio 2019                      | 2       |                 |                         |                                                     |
| 83 |             | Brian Kemp (1963)                   | 14 gennaio 2019                      | in carica                            | 2       |                 | Geoff Duncan            |                                                     |
| 83 | Burt Jones  | Brian Kemp (1963)                   | 14 gennaio 2019                      | in carica                            | 2       |                 |                         |                                                     |

## Altre cariche elevate tenute dai governatori
| Governatore           | Periodo                       | Camera dei rappresentanti | Senato | Altri incarichi |
| --------------------- | ----------------------------- | ------------------------- | ------ | --- |
| George Walton         | 1775–1776 1779–1780 1789–1790 | —                         | S      | Congresso continentale |
| Archibald Bulloch     | 1776–1777                     | —                         | —      | Congresso continentale |
| Button Gwinnett       | 1777                          | —                         | —      | Congresso continentale |
| John Houstoun         | 1778–1779 1784–1785           | —                         | —      | Congresso continentale |
| Richard Howly         | 1780                          | —                         | —      | Congresso continentale |
| Nathan Brownson       | 1781–1782                     | —                         | —      | Congresso continentale |
| Lyman Hall            | 1783–1784                     | —                         | —      | Congresso continentale |
| Samuel Elbert         | 1785–1786                     | —                         | —      | Eletto al Congresso continentale, ma ha rifiutato l'incarico                                                                                       |
| Edward Telfair        | 1786–1786 1790–1793           | —                         | —      | Congresso continentale |
| George Mathews        | 1787–1788 1793–1796           | H                         | —      | |
| James Jackson         | 1798–1801                     | H                         | S*     | |
| Josiah Tattnall       | 1801–1802                     | —                         | S      | |
| John Milledge         | 1802–1806                     | H                         | S*     | |
| Peter Early           | 1813–1815                     | H                         | —      | |
| George M. Troup       | 1823–1827                     | H                         | S      | |
| John Forsyth          | 1827–1829                     | H†                        | S      | Ambasciatore in Spagna, Segretario di Stato |
| George R. Gilmer      | 1829–1831 1837–1839           | H                         | —      | |
| Wilson Lumpkin        | 1831–1835                     | H                         | S      | |
| William Schley        | 1835–1837                     | H                         | —      | |
| George W. Crawford    | 1843–1847                     | H                         | —      | Segretario alla Guerra |
| George W. Towns       | 1847–1851                     | H                         | —      | |
| Howell Cobb           | 1851–1853                     | H                         | —      | Presidente della Camera dei rappresentanti, Segretario al tesoro, Presidente del Congresso provvisorio confederato                                 |
| Herschel V. Johnson   | 1853–1857                     | —                         | S      | Congresso degli Stati Confederati d'America |
| Joseph E. Brown       | 1857–1865                     | —                         | S      | |
| James Johnson         | 1865                          | H                         | —      | |
| James M. Smith        | 1872–1877                     | —                         | —      | Congresso degli Stati Confederati |
| Alfred H. Colquitt    | 1877–1882                     | H                         | S      | |
| Alexander H. Stephens | 1882–1883                     | H                         | —      | Confederate Representative, Vicepresidente degli Stati Confederati d'America; eletto al Senato degli Stati Uniti, ma è stata rifiutata la sua sede |
| John Brown Gordon     | 1886–1890                     | —                         | S      | |
| Allen D. Candler      | 1898–1902                     | H                         | —      | |
| Joseph M. Terrell     | 1902–1907                     | —                         | S      | |
| M. Hoke Smith         | 1907–1909 1911                | —                         | S*     | Segretario degli Interni |
| Thomas W. Hardwick    | 1921–1923                     | H                         | S      | |
| Richard B. Russell    | 1931–1933                     | —                         | S      | Presidente pro tempore del Senato |
| Herman Talmadge       | 1947 1948–1955                | —                         | S      | |
| Jimmy Carter          | 1971–1975                     | —                         | —      | Presidente degli Stati Uniti d'America |
| Zell Miller           | 1991–1999                     | —                         | S      | |
| Sonny Perdue          | 2003–2011                     | —                         | —      | Segretario dell'Agricoltura |
| Nathan Deal           | 2011–2019                     | H                         | —      | |